# Stigbergskyrkan
Stigbergskyrkan var ett kyrkorum i Uppsala, som var inrymt i ett bostadshus i stadsdelen Eriksberg. Kyrkan tillhörde Helga Trefaldighets församling i Uppsala stift. 
Kyrkan invigdes den 28 november 1959 av domprost Olle Herrlin. Den första prästen i Stigbergskyrkan var Martin Lönnebo, och den siste blev Mikael Mogren. Kyrkan avlystes av kontraktsprosten Per Anders Sölvin den 13 maj 2007.
En klockstapel i backen utanför hyreshuset ringer fortfarande till helgsmål.

## Orgel
År 1967 byggde I Starup & Sön, Köpenhamn en mekanisk orgel med slejflåda. Tonomfånget är på 56/27.
| Manual       | Pedal   |
| Gedackt 8'   | Bihängd |
| Rörflöjt 4'  |         |
| Principal 2' |         |
| Kvint 1 1⁄3' |         |